# 奈塞莱格朗日
奈塞莱格朗日（法語：Naisey-les-Granges，法語發音：[nɛzɛ le ɡʁɑ̃ʒ]）是法国杜省的一个市镇，属于贝桑松区。

## 地理
奈塞莱格朗日（47°12'43"N, 6°14'13"E）面积25.13 平方千米，位于法国勃艮第-弗朗什-孔泰大區杜省，该省份为法国东部内陆省份，北起上索恩省，西接汝拉省，东部及东南部与瑞士接壤，东北部与贝尔福地区省接壤。
与奈塞莱格朗日接壤的市镇（或旧市镇、城区）包括：拉舍维约特、贡桑、洛皮塔勒-迪格罗布瓦、埃塔朗、布克朗。
奈塞莱格朗日的时区为UTC+01:00、UTC+02:00（夏令时）。

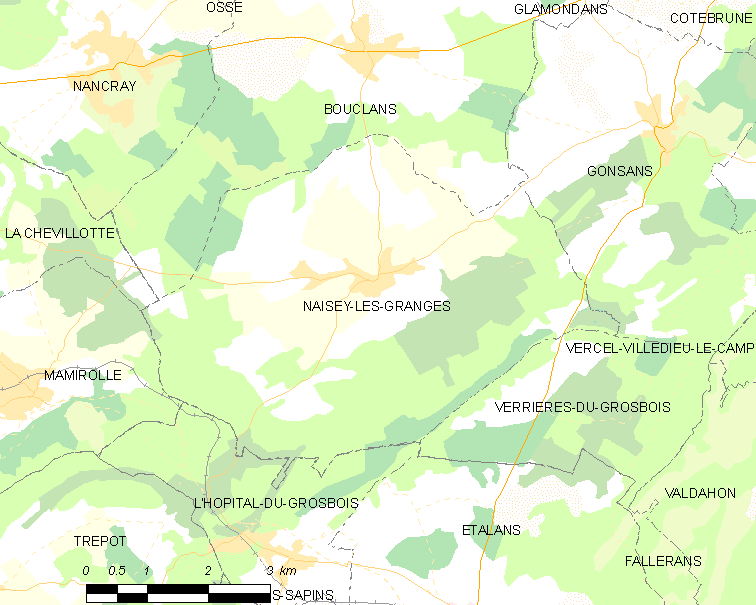
奈塞莱格朗日的OSM定位图

## 行政
奈塞莱格朗日的邮政编码为25360，INSEE市镇编码为25417。

## 政治
奈塞莱格朗日所属的省级选区为博姆莱达姆县。

## 人口

1962-2008年间奈塞莱格朗日人口变化图示

奈塞莱格朗日于2022年1月1日时的人口数量为822人。